# Премия «Серебряный медведь» за лучшую режиссуру
Приз «Серебряный медведь» за лучшую режиссуру (нем. Silberner Bär/Beste Regie) вручается на Берлинском кинофестивале с 1956 года. Его получает лучший режиссёр, снявший фильм, включённый в основную конкурсную программу кинофестиваля. В 1969, 1970, 1971, 1973, 1974 и 1981 годах данная премия не вручалась.
Подавляющее большинство награждённых являются мужчинами, исключения составили женщины-режиссёры Астрид Хеннинг-Енсен, Малгожата Шумовская, Миа Хансен-Лёве и Клер Дени, завоевавшие награду в 1979, 2015, 2016 и 2022 годах соответственно. Чаще всего премию выигрывали представители США, Франции, Италии и Великобритании. Советские режиссёры получал приз дважды: в 1975 году обладателем «Серебряного медведя» стал Сергей Соловьёв, а в 1986 — Георгий Шенгелая.
Итальянский режиссёр Марио Моничелли — рекордсмен по количеству наград: он является трёхкратным обладателем «Серебряного медведя». Режиссёры Сатьяджит Рай, Карлос Саура и Ричард Линклейтер сумели завоевать по два «Серебряных медведя» в своей карьере.

## Список лауреатов

### 1950-е
| Год  | Режиссёр        | Название фильма                  | Оригинальное название фильма | Прим. |
| ---- | --------------- | -------------------------------- | ---------------------------- | ----- |
| 1956 | Роберт Олдрич   | «Осенние листья»                 | Autumn Leaves                | [ 1 ] |
| 1957 | Марио Моничелли | «Отцы и дети»                    | Padri e figli                | [ 2 ] |
| 1958 | Тадаси Имаи     | «Повесть о чистой любви»         | 純愛物語                     | [ 3 ] |
| 1959 | Акира Куросава  | «Три негодяя в скрытой крепости» | 隠し砦の三悪人               | [ 4 ] |

### 1960-е
| Год  | Режиссёр            | Название фильма               | Оригинальное название фильма | Прим.               |
| ---- | ------------------- | ----------------------------- | ---------------------------- | ------------------- |
| 1960 | Жан-Люк Годар       | «На последнем дыхании»        | À bout de souffle            | [ 5 ]               |
| 1961 | Бернхард Викки      | «Чудо отца Малахиаса»         | Das Wunder des Malachias     | [ 6 ]               |
| 1962 | Франческо Рози      | «Сальваторе Джулиано»         | Salvatore Giuliano           | [ 7 ]               |
| 1963 | Никос Кундурос      | «Молодые Афродиты»            | Μικρές Αφροδίτες,            | [ 8 ]               |
| 1964 | Сатьяджит Рай       | «Большой город»               | মহানগর                        | [ 9 ]               |
| 1965 | Сатьяджит Рай       | «Чарулата»                    | চারুলতা                         | [ 10 ]              |
| 1966 | Карлос Саура        | «Охота»                       | La caza                      | [ 11 ]              |
| 1967 | Живоин Павлович     | «Пробуждение крыс»            | Buđenje pacova               | [ 12 ]              |
| 1968 | Карлос Саура        | «Охлаждённый мятный коктейль» | Peppermint Frappé            | [ 13 ]              |
| 1969 | Приз не присуждался | Приз не присуждался           | Приз не присуждался          | Приз не присуждался |

### 1970-е
| Год  | Режиссёр                 | Название фильма          | Оригинальное название фильма | Прим.               |                     |                     |                     |                     |
| ---- | ------------------------ | ------------------------ | ---------------------------- | ------------------- | ------------------- | ------------------- | ------------------- | ------------------- |
| 1970 | Приз не присуждался      | Приз не присуждался      | Приз не присуждался          | Приз не присуждался |                     |                     |                     |                     |
| 1971 | Приз не присуждался      | Приз не присуждался      | Приз не присуждался          | Приз не присуждался | Приз не присуждался | Приз не присуждался | Приз не присуждался | Приз не присуждался |
| 1972 | Жан-Пьер Блан            | «Старая дева»            | La Vieille Fille             | [ 14 ]              |                     |                     |                     |                     |
| 1973 | Приз не присуждался      | Приз не присуждался      | Приз не присуждался          | Приз не присуждался |                     |                     |                     |                     |
| 1974 | Приз не присуждался      | Приз не присуждался      | Приз не присуждался          | Приз не присуждался |                     |                     |                     |                     |
| 1975 | Сергей Соловьёв          | «Сто дней после детства» | «Сто дней после детства»     | [ 15 ]              |                     |                     |                     |                     |
| 1976 | Марио Моничелли          | «Дорогой Микеле»         | Caro Michele                 | [ 16 ]              |                     |                     |                     |                     |
| 1977 | Мануэль Гутьеррес Арагон | «Чёрная стая»            | Camada negra                 | [ 17 ]              |                     |                     |                     |                     |
| 1978 | Георги Дюлгеров          | «Авантаж»                | Авантаж                      | [ 18 ]              |                     |                     |                     |                     |
| 1979 | Астрид Хеннинг-Енсен     | «Рождённый зимой»        | Vinterbørn                   | [ 19 ]              |                     |                     |                     |                     |

### 1980-е
| Год  | Режиссёр            | Название фильма                    | Оригинальное название фильма       | Прим.               |
| ---- | ------------------- | ---------------------------------- | ---------------------------------- | ------------------- |
| 1980 | Иштван Сабо         | «Доверие»                          | Bizalom                            | [ 20 ]              |
| 1981 | Приз не присуждался | Приз не присуждался                | Приз не присуждался                | Приз не присуждался |
| 1982 | Марио Моничелли     | «Маркиз дель Грилло»               | Il Marchese del Grillo             | [ 21 ]              |
| 1983 | Эрик Ромер          | «Полин на пляже»                   | Pauline à la plage                 | [ 22 ]              |
| 1984 | Этторе Скола        | «Бал»                              | Le Bal                             | [ 23 ]              |
| 1984 | Костас Феррис       | «Рембетико»                        | ρεμπέτικο                          | [ 23 ]              |
| 1985 | Роберт Бентон       | «Места в сердце»                   | Places in the Heart                | [ 24 ]              |
| 1986 | Георгий Шенгелая    | «Путешествие молодого композитора» | «Путешествие молодого композитора» | [ 25 ]              |
| 1987 | Оливер Стоун        | «Взвод»                            | Platoon                            | [ 26 ]              |
| 1988 | Норман Джуисон      | «Власть луны»                      | Moonstruck                         | [ 27 ]              |
| 1989 | Душан Ганак         | «Я люблю, ты любишь»               | Ja milujem, ty miluješ             | [ 28 ]              |

### 1990-е
| Год  | Режиссёр            | Название фильма         | Оригинальное название фильма | Прим.  |
| ---- | ------------------- | ----------------------- | ---------------------------- | ------ |
| 1990 | Михаэль Ферхёвен    | «Дрянная девчонка»      | Das schreckliche Mädchen     | [ 29 ] |
| 1991 | Джонатан Демми      | «Молчание ягнят»        | The Silence of the Lambs     | [ 30 ] |
| 1991 | Рикки Тоньяцци      | «Ультра»                | Ultrá                        | [ 30 ] |
| 1992 | Ян Труэль           | «Капитан»               | Il Capitano                  | [ 31 ] |
| 1993 | Эндрю Биркин        | «Цементный сад»         | The Cement Garden            | [ 32 ] |
| 1994 | Кшиштоф Кесьлёвский | «Три цвета: Белый»      | Trzy kolory: Bialy           | [ 33 ] |
| 1995 | Ричард Линклейтер   | «Перед рассветом»       | Before Sunrise               | [ 34 ] |
| 1996 | Им Хо               | «У солнца есть уши»     | 太陽有耳                     | [ 35 ] |
| 1996 | Ричард Лонкрейн     | «Ричард III»            | Richard III                  | [ 35 ] |
| 1997 | Эрик Хойман         | «Порт Джема»            | Port Djema                   | [ 36 ] |
| 1998 | Нил Джордан         | «Мальчик-мясник»        | The Butcher Boy              | [ 37 ] |
| 1999 | Стивен Фрирз        | «Страна холмов и долин» | The Hi-Lo Country            | [ 38 ] |

### 2000-е
| Год  | Режиссёр           | Название фильма              | Оригинальное название фильма     | Прим.  |
| ---- | ------------------ | ---------------------------- | -------------------------------- | ------ |
| 2000 | / Милош Форман     | «Человек на Луне»            | Man on the Moon                  | [ 39 ] |
| 2001 | Линь Чэншэн        | «Бетельная красавица»        | 爱你爱我                         | [ 40 ] |
| 2002 | Отар Иоселиани     | «Утро понедельника»          | Lundi matin                      | [ 41 ] |
| 2003 | Патрис Шеро        | «Его брат»                   | Son frère                        | [ 42 ] |
| 2004 | Ким Ки Дук         | «Самаритянка»                | Samaria                          | [ 43 ] |
| 2005 | Марк Ротемунд      | «Софи Шолль — последние дни» | Sophie Scholl — Die letzten Tage | [ 44 ] |
| 2006 | Майкл Уинтерботтом | «Дорога на Гуантанамо»       | The Road To Guantanamo           | [ 45 ] |
| 2006 | Мат Уайткросс      | «Дорога на Гуантанамо»       | The Road To Guantanamo           | [ 45 ] |
| 2007 | Йосеф Сидар        | «Бофор»                      | בופור                            | [ 46 ] |
| 2008 | Пол Томас Андерсон | «Нефть»                      | There Will Be Blood              | [ 47 ] |
| 2009 | Асгар Фархади      | «О Элли»                     | درباره الی                       | [ 48 ] |

### 2010-е
| Год  | Режиссёр            | Название фильма         | Оригинальное название фильма | Прим.  |
| ---- | ------------------- | ----------------------- | ---------------------------- | ------ |
| 2010 | / Роман Полански    | «Призрак»               | The Ghost Writer             | [ 49 ] |
| 2011 | Ульрих Кёлер        | «Сонная болезнь»        | Schlafkrankheit              | [ 50 ] |
| 2012 | Кристиан Петцольд   | «Барбара»               | Barbara                      | [ 51 ] |
| 2013 | Дэвид Гордон Грин   | «Властелин разметки»    | Prince Avalanche             | [ 52 ] |
| 2014 | Ричард Линклейтер   | «Отрочество»            | Boyhood                      | [ 53 ] |
| 2015 | Раду Жуде           | «Браво!»                | Aferim!                      | [ 54 ] |
| 2015 | Малгожата Шумовская | «Тело»                  | Ciało                        | [ 54 ] |
| 2016 | Миа Хансен-Лёве     | «Будущее»               | L’Avenir                     | [ 55 ] |
| 2017 | Аки Каурисмяки      | «По ту сторону надежды» | Toivon tuolla puolen         | [ 56 ] |
| 2018 | Уэс Андерсон        | «Собачий остров»        | Isle of Dogs                 | [ 57 ] |
| 2019 | Ангела Шанелек      | «Я была дома, но…»      | Ich war zuhause, aber        | [ 58 ] |

### 2020-е
| Год  | Режиссёр                          | Название фильма            | Оригинальное название фильма  | Прим.  |
| ---- | --------------------------------- | -------------------------- | ----------------------------- | ------ |
| 2020 | Хон Сансу                         | «Женщина, которая убежала» | 도망친 여자, Domangchin yeoja | [ 59 ] |
| 2021 | Денеш Надь                        | «Естественный свет»        | Természetes fény              | [ 60 ] |
| 2022 | Клер Дени                         | «С любовью и яростью»      | Avec amour et acharnement     | [ 61 ] |
| 2023 | Филипп Гаррель                    | «Большая колесница»        | Le Grand Chariot              | [ 62 ] |
| 2024 | Нельсон Карло де Лос Сантос Ариас | «Пепе»                     | Pepe                          | [ 63 ] |
| 2025 | Хуо Менг                          | «Жить на этой земле»       | 生息之地, Sheng xi zhi di     | [ 64 ] |